# 三浦智子 (モデル)
三浦 智子（みうら ともこ、1960年10月25日 - ）は、兵庫県神戸市出身の日本のファッションモデル。所属事務所はアン・カンパニー。身長162cm、B82 W59 H85、靴のサイズは23.5cm。血液型はA型。

## 来歴・人物
17歳からモデルを始める。「CanCam」の初代専属モデルとして活躍。1983年には表紙を飾る。
日本生命のCMで『ニッセイレディ、友子さん』として長年にわたり出演して親しまれたほか、ハウス食品の『♪あらこんなところに牛肉が』（『オクラホマミキサー』の替え歌）というハッシュドビーフのCMでもお馴染み。モデル活動以外にも、『さすらい刑事旅情編』などドラマ・舞台への出演経験もある。
かつてはエリートフォリオに所属していた。

## 出演

### CM
- 日本生命（1989年-）
- ドクターシーラボ（2013年-）
- ハウス食品 ハッシュドビーフ（1991年）
- 森永製菓
- 日本コカ・コーラ
- 日本マクドナルド
- 日本ケンタッキーフライドチキン
- トヨタ カローラ
- 日産自動車
- 三菱自動車
- 花王
- オッペン化粧品
- セブン・イレブン

### ドラマ
- さすらい刑事旅情編V 第1話『SL貴婦人号で待つ女』（1992年）

### 舞台
- 輝く午後の光に〜メノポーズ物語（2001年、於・博品館劇場、演出:下條アトム）